# مهدی طویل
مهدی طویل (عربی: مهدي طويل؛ زادهٔ ۲۰ مهٔ ۱۹۸۳) بازیکن فوتبال اهل مراکش بود.
از باشگاه‌هایی که در آن بازی کرده‌است می‌توان به باشگاه فوتبال سیواس‌اسپور، باشگاه فوتبال مون‌پلیه، باشگاه فوتبال کیلمارنوک، باشگاه فوتبال نانسی، باشگاه فوتبال هارت آف میدلوتیان، و باشگاه فوتبال نورنبرگ اشاره کرد.
وی همچنین در تیم ملی فوتبال مراکش بازی کرده‌است.